# Julius Lundwall
Julius Heinrich Friedrich Lundwall (10. června 1844 Wismar – 14. března 1930 Opava) byl opavský stavitel, majitel stejnojmenné stavební firmy a čestný člen Svazu německých inženýrů.

## Život
Narodil se ve Wismaru v evangelické rodině meklenburského stavitele. Absolvoval gymnázium ve Wismaru a poté Akademii výtvarných umění v Mnichově. Pracoval v architektonických ateliérech v Kodani, Berlíně, Frankfurtu a Würzburgu. Podílel se na stavbě cukrovarů v Bukovině (Luzan) a Haliči (Preczworsk). V roce 1869 přizvala opavská akciová společnost „Rafinerie cukru v Opavě“ Lundwalla k realizaci stavby cukrovaru ve Vávrovicích. Jedním z faktorů, které přiměly Lundwalla k přijetí nabídky, byla skutečnost, že v Opavě se v roce 1864 ustanovil evangelický sbor. Po svém příchodu do Opavy v roce 1869 se stal jeho aktivním členem. Nejprve se v roce 1872 spolupodílel se na stavbě evangelické modlitebny v Oblrichově ulici. V letech 1896–1899 též stavěl novogotický evangelický kostel podle projektu Ferdinanda Hickela (kostel byl v letech 1976–1979 přestavěn pro potřeby okresního archivu). Nejprve spolupracoval s opavským stavitelem Augustem Bartelem V roce 1882 obdržel vlastní stavitelskou koncesi. V roce 1884 zakoupil špitálský mlýn v dnešní Komárovské ulici, který přebudoval na rodinnou vilu a sídlo své stavební firmy.
Pro svou stavební firmu postupně získal:
- pila v Komárovské ul.,
- pískovna (ul. Boženy Němcové),
- strojní cihelna (Bílovecká ul.),
- Předváděcí prodejna nábytku (Masarykova ul.),
- v roce 1912 zakoupil Kmenttovu cihelnu (Otická ul.),
- v roce 1913 připojil ke své pískovně pískovnu stavitele Hruschky.

Po smrti vedli Lundwallovu firmu synové, později ji převzal stavitel Leo Seipel.

## Realizace
Architektura staveb sahá od historických slohů po secesi a modernu.
- 1872 evangelická modlitebna v Olbrichově ulici
- 1893–1895 Výstavní budova Slezského zemského muzea,
- 1896–1899 novogotický evangelický kostel, architekt: Ferdinand Hickel; kostel byl v letech 1976–1979 přestavěn pro potřeby okresního archivu,
- Učitelský ústav (dnes Gymnázium),
- 1910–1911 vila s ordinací MUDr. Fritze Pendla,
- 1911–1913 Sanatorium MUDr. Fritze Pendla (dnes porodnice), architekt Keller,
- Bruslařský pavilon (dnes restaurace Zimní stadion),
- Četnické velitelství (dnes internát OA),
- 1927–1928, 1930 Obchodní dům Breda, spoluautoři: Leopold Bauer, Harald Bauer (interiéry)[2]
- první budova Matičního gymnázia, zbořeno
- Secesní dvojdům malířů Raimunda Alta a Rudolfa Hermanna (Ochranova ul.),
- Moderně secesní činžovní domy na Hradecké ul. č. 10 a 10 a,
- Romantická a eklektická architektura domů č. 2, 7, 16 na Olomoucké ul.

### Realizace mimo Opavu
- zámek na panství Rozkol jižně od Lvova
- cihelna v Komárně.
- hrobka rodu Keil von Eichenthurn v Městě Albrechticích

## Ocenění díla
V roce 1927 byl jmenován čestným členem Svazu německých inženýrů.

## Rodina
V roce 1886 se oženil s Clarou Sophií Katharinou Paetow, která se narodila 26. června 1860 ve Fahrdorfu (Meklenbursko). Manželům se narodili dva synové:
- Dr. Erich Lundwall (* 16. února 1888), majitel statku Hannberg (Kohout) Bílý Potok, který zakoupil od Vinzenze Priessnitze.
- Doc. MUDr. Kurt Lundwall (23. listopadu 1892 – 1972). Působil jako lékař a gynekolog v Karlových Varech, Štýrském Hradci a v Salcburku. Zde se stal docentem na tamní univerzitě a provozoval vlastní sanatorium. V něm se seznámil s českou herečkou Lídou Baarovou se kterou se v roce 1969 oženil.